# Benben
De Benben was in de Egyptische mythologie (vooral in de Heliopolistraditie) de berg die uit de oeroceaan Noen oprees en waar de scheppergod Atoem zich vestigde. In de piramideteksten, wordt Atoem zelf de "berg" genoemd. Men beweerde dat deze in een kleine piramide in Heliopolis veranderde (door de oude Egyptenaren Annoe genoemd), waar Atoem in zat.
De Benben-steen die naar dit mythisch gebeuren werd vernoemd was een sacrale steen in de tempel van het antieke Heliopolis. Hij stond er op de plaats waar de zonnestralen het eerst op vielen. Men meent dat deze steen het prototype was voor de latere obelisken, en ook voor de sluitstenen van de grote piramiden die op dit ontwerp waren gebaseerd. De toppen (pyramidions) waren waarschijnlijk verguld of bekleed met een legering van zilver en goud (Elektrum).
In Heliopolis werd de Benuvogel vereerd, de feniks volgens Herodotos, en men beweerde dat deze vogel op de Benben leefde, of in de heilige wilg, de levensboom.
Andere belangrijke plaatsen hadden hun eigen versie over de wereldberg. In Memfis was het Tatenen, de aardgod, die de oorsprong was van alle dingen in de vorm van voedsel en goddelijke offergaven en alle goede dingen als personificatie van de eerste berg.
Deze symboliseert 'opzwelling uit het niets'.